# تام جفرسون
تام جفرسون (انگلیسی: Tom Jefferson؛ زادهٔ ۱۹۵۳ میلادی) یک متخصص بریتانیایی در زمینه همه‌گیرشناسی است که ساکن رم در ایتالیاست. او برای بنیاد همیاری کاکرین کار می‌کند. وی یکی از اعضای کارگروه بیماری‌های عفونی دستگاه تنفس و چهار کارگروه دیگر و همچنین مشاور «آژانس ملی ایتالیا در زمینهٔ خدمات سلامت منطقه‌ای» است.
او در زمینهٔ بررسی‌های کاکرین در زمینهٔ کارایی داروی اوسلتامیویر و واکسن آنفلوآنزا مشارکت داشته‌است.